# شهرستان الحمزه، عراقی
شهرستان الحمزه (به عربی: قضاء الحمزة) یک منطقهٔ مسکونی در عراق است که در شهرستان حمزه واقع شده‌است.
 شهرستان الحمزه  ۲۶۰,۰۰۰ نفر جمعیت دارد.